# Journal of Experimental and Theoretical Physics
Journal of Experimental and Theoretical Physics (ook JETP) is een Russisch, aan collegiale toetsing onderworpen wetenschappelijk tijdschrift op het gebied van de natuurkunde.
De naam wordt in literatuurverwijzingen meestal afgekort tot J. Exp. Theor. Phys.
Het wordt zowel in het Russisch als in het Engels gepubliceerd door de uitgeverijen Nauka/Interperiodica en Springer Science+Business Media.